# Darnétal
Darnétal ist eine französische Gemeinde mit 9652 Einwohnern (Stand: 1. Januar 2022) im Département Seine-Maritime in der Region Normandie. Sie gehört zum Arrondissement Rouen und ist der Hauptort (chef-lieu) des Kantons Darnétal.

## Geographie
Die Flüsse Robec und Aubette fließen durch die Gemeinde. Darnétal wird umgeben von den Nachbargemeinden Saint-Martin-du-Vivier und Fontaine-sous-Préaux im Norden, Roncherolles-sur-le-Vivier im Nordosten, Saint-Jacques-sur-Darnétal im Osten, Saint-Léger-du-Bourg-Denis im Süden und Rouen im Westen. 

## Einwohnerentwicklung
| Bevölkerungsentwicklung in Darnétal | Bevölkerungsentwicklung in Darnétal |
| Jahr                                | Einwohner                           |
| ----------------------------------- | ----------------------------------- |
| 1962                                | 9.995                               |
| 1968                                | 11.062                              |
| 1975                                | 11.765                              |
| 1982                                | 10.081                              |
| 1990                                | 9.779                               |
| 1999                                | 9.225                               |
| 2006                                | 9.403                               |
| 2011                                | 9.492                               |

## Sehenswürdigkeiten
- Kirchen Saint-Pierre-de-Carville und Saint-Ouen de Longpaon
- École nationale supérieure d'architecture de Normandie
- Mühle Saint-Paul

## Persönlichkeiten
- Jacqueline Mazéas (1920–2012), Diskuswerferin
- Jacques Hamel (1930–2016), katholischer Priester, in Darnétal geboren, beim Anschlag in Saint-Étienne-du-Rouvray ermordet